# Route nationale 86g
Die Route nationale 86G, kurz N 86G oder RN 86G, ist eine ehemalige Nationalstraße in Frankreich.
Die Straße entstand im 19. Jahrhundert als eine der Rhônebrücken bei Pouzin. Zunächst wurde sie als fünfter Ast der N86 bezeichnet. Bei der Reform von 1933 war zunächst die Nummer N86I vorgesehen. Sie bekam dann schließlich die Nummer N86G zugewiesen. 1978 erfolgte die Integration in die N104. Die im Département Drôme anschließende Straße hatte bis 1933 die Nummer D12.